# Diopsiulus keoulentanus
Diopsiulus keoulentanus är en mångfotingart som beskrevs av Demange och Jean-Paul Mauriès 1975. Diopsiulus keoulentanus ingår i släktet Diopsiulus och familjen Stemmiulidae. Inga underarter finns listade i Catalogue of Life.